# Michael Levey
Sir Michael Vincent Levey, född 8 juni 1927, död 28 december 2008, var en brittisk konsthistoriker och var chef för National Gallery, London under tretton år, från 1973 till 1986.
Levey föddes i Wimbledon, London och växte upp i Leigh-on-Sea, Essex. Han studerade vid The Oratory School, en katolsk internatskola nära Reading. Han inkallades 1945 och tjänstgjorde till stor del i Egypten. Efter hemförlovningen 1948 studerade Levey engelska vid Exeter College, Oxford.
1951 fick Levey arbete vid National Gallery som assistent till intendenten Sir Martin Davies. Han kombinerade de administrativa sysslorna med vetenskapligt arbete. 1956 gjorde han sin första katalog, över Galleriets italienska målningar från 1900-talet. Levey skrev en översikt över västerländsk målning för Thames & Hudsons World of Art-serie. Boken med titeln, A Concise History of Painting: From Giotto to Cézanne gavs ut 1962.
1963 till 1964 var Levey Professor vid Universitetet i Cambridge; hans föreläsningar gavs ut som From Rococo to Revolution 1966. The Early Renaissance, skrevs ett år senare.  
Då hans fru, författaren och kritikern Brigid Brophy, fick diagnosen multipel skleros 1985 avsade han sig sin tjänst vid National Gallery för att kunna vårda henne. Brophy och Levey gifte sig 1954.

### Utgivet på svenska
- Måleriets historia 1962
- Den västerländska konstens historia 1970

## Priser och utmärkelser
- Hawthornden Prize 1968 för Early Renaissance